# Katarina Pandza
Katarina Pandza (født 17. april 2002 i Mödling, Østrig) er en østrigsk håndboldspiller, der spiller for tyske TuS Metzingen i Handball-Bundesliga Frauen og Østrigs kvindehåndboldlandshold.

## Karriere
Pandza spillede oprindeligt for den østrigske storklub Hypo Niederösterreich. Hun vandt ÖHB-Cuppen med klubben i 2019. I finalen scorede hun et mål. Samlet over to kampe står hun noteret for 9 mål. Hun har været under kontrakt med den tyske Bundesliga-klub TuS Metzingen siden sommeren 2019. I sæsonen 2020/21, var hun lejet ud til TG Nuertingen.
Hun fik debut på det østrigske A-landshold den 18. november 2019, mod Polen. Hun blev også udtaget til, landstræner Herbert Müllers udvalgte trup ved VM i kvindehåndbold 2021 i Spanien. Hun scorede 9 mål i holdets åbningskamp mod Kina.